# ناتالیا کاراسوا
ناتالیا کاراسوا (انگلیسی: Natalia Karasseva؛ زادهٔ ۳۰ آوریل ۱۹۷۷) بازیکن فوتبال اهل روسیه است.
وی همچنین در تیم ملی فوتبال زنان روسیه بازی کرده‌است.